# كيمن واسع الخطم
كيمن واسع الخطم هو نوعٌ من التماسيح التي تتواجدُ في شرق ووسط أمريكا الجنوبية بما في ذلك جنوب شرق البرازيل وشمال الأرجنتين وأوروغواي وباراغواي وبوليفيا. توجدُ هذه النوعيّة منَ التماسيح في الغالب في مستنقعات المياه العذبة وعلى مقربة منَ الأشجار كما تُحبَ التواجد في المياه شبه الراكِدة.

## المُميّزات
يبلغُ طول هذهِ النوعية من التماسيح في البرية ما بين 2 متر (6 قدم 7 بوصة) و2.5 متر (8 قدم 2 بوصة) كما تمّ تسجيل عددٍ قليلٍ من الذكور التي وصلَ طولها إلى 3.5 متر (11 قدم). أما على مُستوى الوزن؛ فيترواح بينَ 29.2 كيلوغرام (64 رطل) إلى 62 كيلوغرام (137 رطل). يميلُ لون معظمُ التماسيح من هذه النوع إلى الأخضر الفاتح فيما تتواجدُ بقع ملونة على وجوه بعض الأفراد. إنّ السِّمة الجديرة بالملاحظة بل والمميزة لهذه الفئة من التماسيح هي خطمها الواسع والذي اشتُقّ منه الاسم بالأساس. يلعبُ خطم هذه التماسيح أدوار مهمّة في حياتها اليوميّة؛ حيثُ يَكسر الغطاء النباتي الكثيف وبسبب هذا فإن الكيمن ذو الخطم الواسع قد يَبتلع بعض النباتات أثناءَ بحثه عن الطعام.

## السلوك

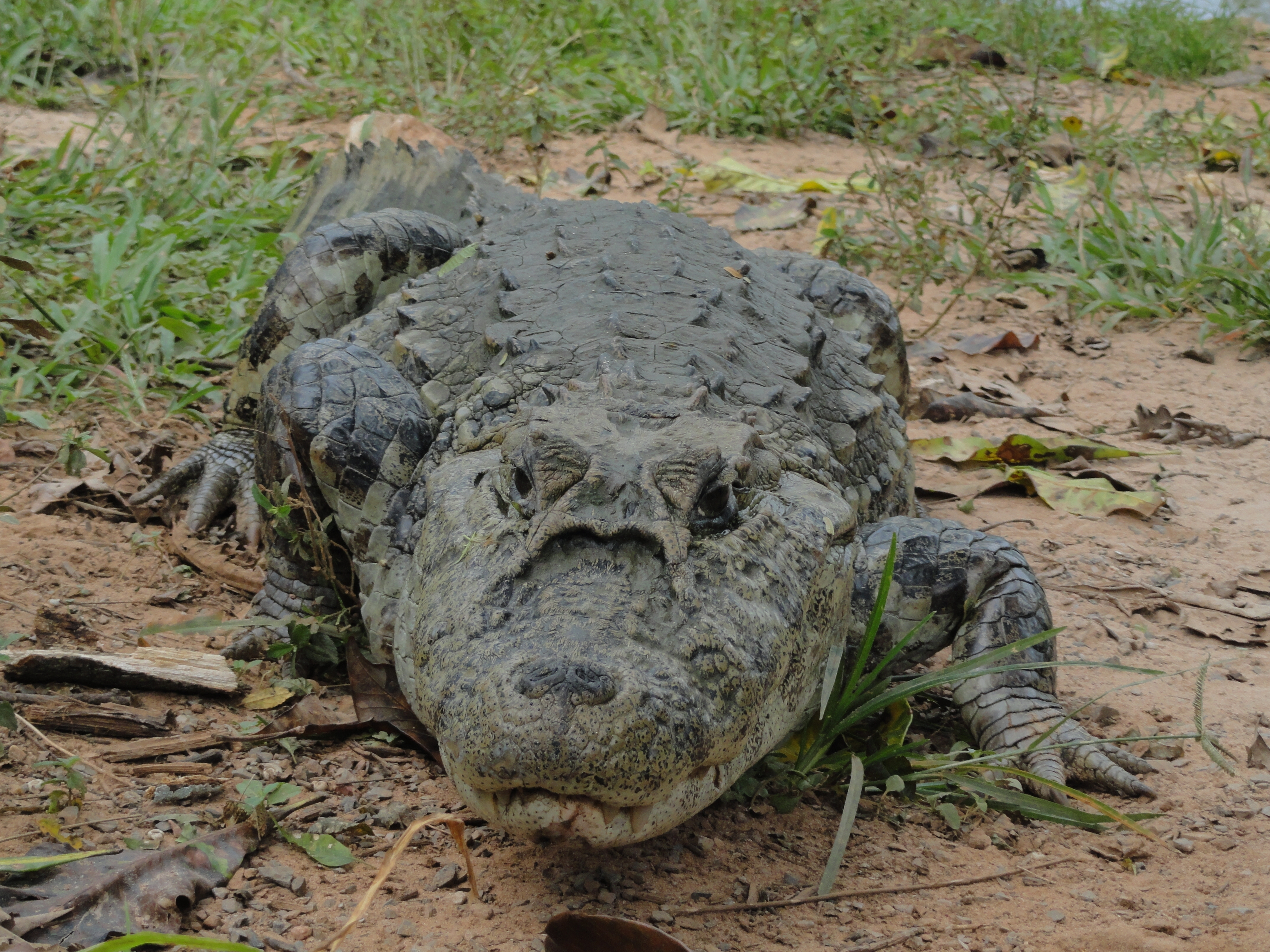
كيمن واسع الخطم في بركة مائيّة في ماتو غروسو دو سول بدولة البرازيل

يُعدّ الكيمن واسع الخطم من الكائنات الحيّة خارجية الحرارة حيثُ يعتمد على بيئته الخارجية لتنظيم درجة حرارة جسمه. أظهرت دراسة حديثة عن مساهمة معدل ضربات القلب في تنظيم درجة حرارة جسم الكيمن واسع الخطم زيادةً في معدّل الضربات مع ارتفاع درجة الحرارة والعكسُ صحيح. يتمّ امتصاصُ حرارة الشمس من خلال الجلد إلى الدم؛ مما يحافظ على ارتفاع درجة حرارة الجسم فيمَا يُساعد معدل ضربات القلب المتزايد في نقل الحرارة الممتصة حديثًا في جميع أنحاء الجسم بسرعة أكبر.

### النظام الغذائي
يَتكوّن نظام الكيمن واسع الخطم الغذائي بشكل أساسي من اللافقاريات الصغيرة؛ كما يُمكن أن يتغذى على السلاحف والحلزون. من المعروف أنّه كل ما زادَ حجم الكيمن كلّ ما زاد حجم فرائسه؛ بحيثُ أنّ الكيمن واسع الخطم الصغير له نظام غذائي يتكوّنُ من الحشرات في الغالب وكلّما نما إلّا وتحوّل لاستهلاك المزيد من الحيوانات الكبيرة من الطيور والأسماك والزواحف. لقد نجحَ علماء الأحياء في تصويرِ صغير الكيمن واسع الخطم وهوَ يتناولُ شجرة الحب ولم يُعرف ما إذا كان تناوله لها سلوكٌ طبيعيّ أم بسببِ وجود كائن حيّ صغيرٍ على مثنِ تلكَ الشجرة. خلصت دراسة لاحقة إلى أن الكيمن وباقي أنواعه قد يتغذونَ على النباتات بل يلعبون دورًا مهمًا في تشتت البذور النباتية ونموها في أماكن مُختلفة.

### التكاثر
تضعُ أنثى الكيمن واسع الخطم 18 إلى 50 بيضة في وقتٍ واحدٍ؛ وكان قد عُثر في وقتٍ سابق على أنثى وضعت ما يصل إلى 129 بيضة داخل عش موضوعة على عدة طبقات. عادةً ما تضعُ أنثى الكيمن واسعة الخطم بيوضها على مستوى طبقتين؛ وتلعبُ درجة الحرارة المُختلِفة بين الطبقتين دورًا في نسبة الذكور منَ الإناث. لا يتوفّر الكيمن واسع الخطم على كروموسومات جنسية ولكنه يعتمد بدلاً من ذلك على درجة الحرارة لتحديد نسبة ذرية الذكور والإناث؛ وبشكلٍ أدق فإنّ البيض في درجات حرارة أكثر دفئا (حوالي 32 °م (90 °ف) أو أعلى) تَتطوّر إلى إناث فيما البيض الذي يوجدُ في درجات حرارة أكثر برودة (حوالي 31 °م (88 °ف) أو أقل) يتطور إلى ذكور.

## الصيد
بدأ صيد مثل هذهِ الأنواع في الأربعينيات وذلك لقيمتها الثمينة نوعًا ما حيث يتمتّع الكيمن واسع الخطم ببشرة ناعمة الملمس تُستعمل في أغراض عديدة. لقد شكّل الصيد في تلك الفترة التهديد الأكبر للكيمن؛ لكنّه لم يعد كذلك بعدما حظرت معظم البلدان الصيد غير القانوني لهذا النوع من الزواحف. في السنوات اللاحقة ظهرَ عاملٌ جديد هدّد وجود الكيمن واسع الخطم وهوَ تدمير أماكن العيش؛ حيثُ أنّ إزالة الغابات وارتفاع نسبة تلوث الهواء قد دمّرا بيئة الكيمن إلى حدٍ ما.